# INTEROS
INTEROS（INtegrated Train communication networks for Evolvable Railway Operation System、インテロス）は、鉄道車両の制御伝送・モニタリング装置である。

## 概要
TIMSと同じく三菱電機と東日本旅客鉄道（JR東日本）が共同で開発した次世代車両制御システムである。TIMSは車両または車両間に引き通す制御回路にアークネット (Arcnet)の基幹伝送路を、車両に搭載されている車両機器を繋いで制御する機器接続伝送路にRS485をそれぞれ採用した車両制御システムでE231系から標準装備されて使用されているが、主回路装置などの各車両機器の高機能化や乗客へのサービス向上を目的とした高機能化・多様化により、伝送路の情報量は年々増加して、TIMS内の情報伝送容量は限界レベルにまでに達しており、また、首都圏エリアの刷新を目指して開発を進めている、地上と車上の間のシステム機能を有する次世代の首都圏鉄道システムに対応するためには、アークネットの 10 Mbpsの伝達速度では伝送容量は頭打ちの状態で拡張性の向上は図れなかった。そこで、基幹伝送路と機器接続伝送路に大容量・高速の伝送方式であるイーサネット (Ethernet)を採用するとともにネットワークを再構築して開発されたのがINTEROSである。
INTEROSは各機器と接続され演算機能と伝送機能を有する中央装置と各機器と接続され車両ユニットごと (3 - 5両)に集約した電空協調制御の演算機能と伝送機能を有する端末装置で構成されたINTEROS-A（集中方式）と演算機能を有する中央装置と各車で各機器と接続され伝送機能に特化した端末装置（ルータ）で構成されたINTEROS-C（自律分散方式）の2つの異なったシステム方式が開発され、試験車のMUE-Trainに、7 - 5号車をINTEROS-Cのシステム、3 - 1号車をINTEROS-Aのシステムをそれぞれ搭載して、各3両編成として2編成を併結する形で6両編成とし、2010年9月より東北本線を中心に川越線や埼京線などで走行試験を開始し、2010年度で約8,000 kmの走行実績を達成している。その後の2015年に落成したE235系（量産先行車）に初めて搭載された。
INTEROSはTIMSと比べて車両間伝送速度を10 Mbpsから100 Mbpsに向上させるとともに、システム内のハードウェアを極力削減したシステム構成となっており、ネットワークは制御系・情報系・状態監視系の3系統で構成されている。主回路装置・車両機器・ブレーキ制御装置はこの3つのネットワークに接続するため、イーサネット伝送ポートを設けている。これにより、各車両機器で保存されていた大容量の状態データを状態監視系を介してINTEROSに伝送して、INTEROSからWiMAXを活用した汎用無線通信で地上システムに伝送して保守や修理手配などの効率化を図る監視検測システムは、 汎用的な規格を採用して維持管理や開発費などのコスト低減に加えて、迅速に大容量のデータを送受信することが可能となり活用の幅も広がっている。
INTEROSはVVVFインバータ装置での主電動機出力トルク量の演算を、TIMSではVVVFインバータ装置が搭載されている車両のTIMSより伝送される荷重信号によりVVVFインバータ装置側で実施していたのを、中央装置である編成制御装置に移管して一括管理することで、編成内で必要なトルク量を各車両のブレーキ制御装置から伝送される荷重信号・勾配条件・天候などによって、編成内の特定の車両だけに主電動機の出力トルクをより多く配分する編成内トルク最適分配制御が可能となっている。また、故障時での自動開放・リセットシーケンス機能をVVVFインバータ装置に有しており、従来の乗務員の操作によって故障したVVVFインバータ装置の開放・リセット操作から、自動によって故障したVVVFインバータ装置の開放・リセット操作を行う機能としている。
ブレーキ制御は編成制御装置での編成ブレーキ管理システムにより応荷重制御と電空協調制御の演算を行い、その後に各車両に伝送される。また、補助電源装置は、構成部品を機能単位でモジュール化するとともに、自動リセット機能、自動延長給電対応、モニタリング機能を有している。
E235系電車での実用化とシステムトラブル
E235系は、約8か月の間試運転によるシステムの検証などを行い、2015年11月30日に営業運転を開始したが、INTEROSの不具合が原因とみられる運行障害が相次いで発生して運転を打ち切り、翌日以降もしばらく営業運転を中止した。
INTEROSのソフトウェアを改修したのちの12月27日から、乗車率が200 %に相当する1両あたり18トンの錘を積むなど様々な状況を想定する走行試験で問題ない動作を確認し、2016年3月7日から営業運転を再開している。

## 搭載車種
- MUE-Train（209系を改造した実証試験車）
- JR東日本E235系電車
- 東急2020系電車
  - 東急6020系電車
  - 東急3020系電車
- 東京都交通局5500形電車
- 新幹線E956形電車（ALFA-X,S-INTEROS搭載）新幹線E8系電車はE5系と読み替え装置を使用、E5系はS-TIMSのソフトアップデートでE8系と連結で最高速度が300km/hに下がる機能を追加。
- JR東日本E261系電車（日立製作所製INTEROS搭載）
- 小田急5000形電車 (2代) (N-TIOS)

## 参考情報
- JR東日本INTEROSについての説明ページ
- JR東日本INTEROS開発に関する論文1
- JR東日本INTEROS開発に関する論文2
- JR東日本INTEROS開発に関する論文3
- MUE-Trainについての説明ページ